# Hippeastrum
Hippeastrum este un gen care conține 90 de specii și 600 de hibride de plante perene și bulboase. Genul aparține familiei Amaryllidaceae.

## Taxonomie

### Specii selectate
La data de noiembrie 2013,  World Checklist of Selected Plant Families accepta 91 de specii:
- Hippeastrum angustifolium Pax
- Hippeastrum arboricola (Ravenna) Meerow
- Hippeastrum aulicum (Ker Gawl.) Herb.
- Hippeastrum aviflorum (Ravenna) Dutilh
- Hippeastrum calyptratum (Ker Gawl.) Herb.
- Hippeastrum canterai Arechav.
- Hippeastrum correiense (Bury) Worsley
- Hippeastrum cybister (Herb.) Benth. ex Baker
- Hippeastrum evansiae (Traub & I.S.Nelson) H.E.Moore
- Hippeastrum ferreyrae (Traub) Gereau & Brako
- Hippeastrum iguazuanum (Ravenna) T.R.Dudley & M.Williams
- Hippeastrum leopoldii T.Moore
- Hippeastrum miniatum (Ruiz & Pav.) Herb.
- Hippeastrum papilio (Ravenna) Van Scheepen
- Hippeastrum pardinum (Hook.f.) Dombrain
- Hippeastrum petiolatum Pax
- Hippeastrum psittacinum (Ker Gawl.) Herb.
- Hippeastrum puniceum (Lam.) Voss. Syn. H. equestre (Aiton)
- Hippeastrum reginae (L.) Herb.
- Hippeastrum striatum (Lam.) H.E.Moore
- Hippeastrum reticulatum (L'Hér.) Herb. Syn H. striatifolium (Sims)
- Hippeastrum vittatum (L'Hér.) Herb.

## Galerie

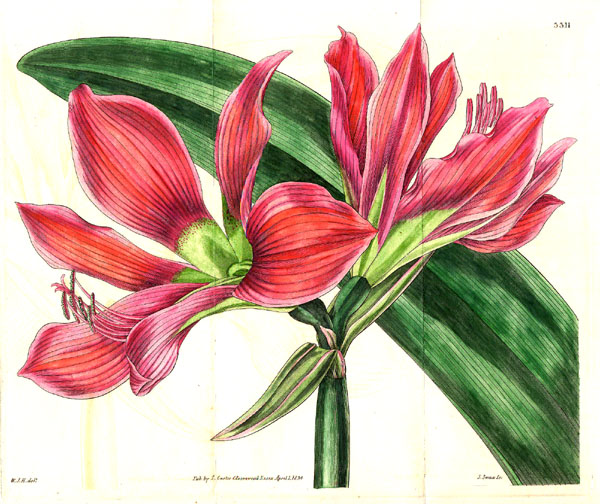
Hippeastrum aulicum
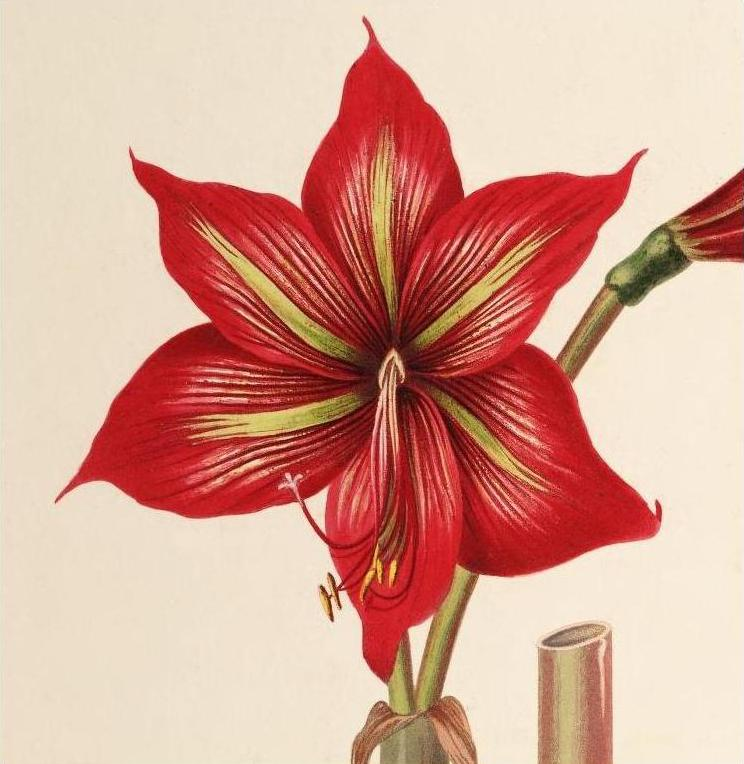
Hippeastrum correiense
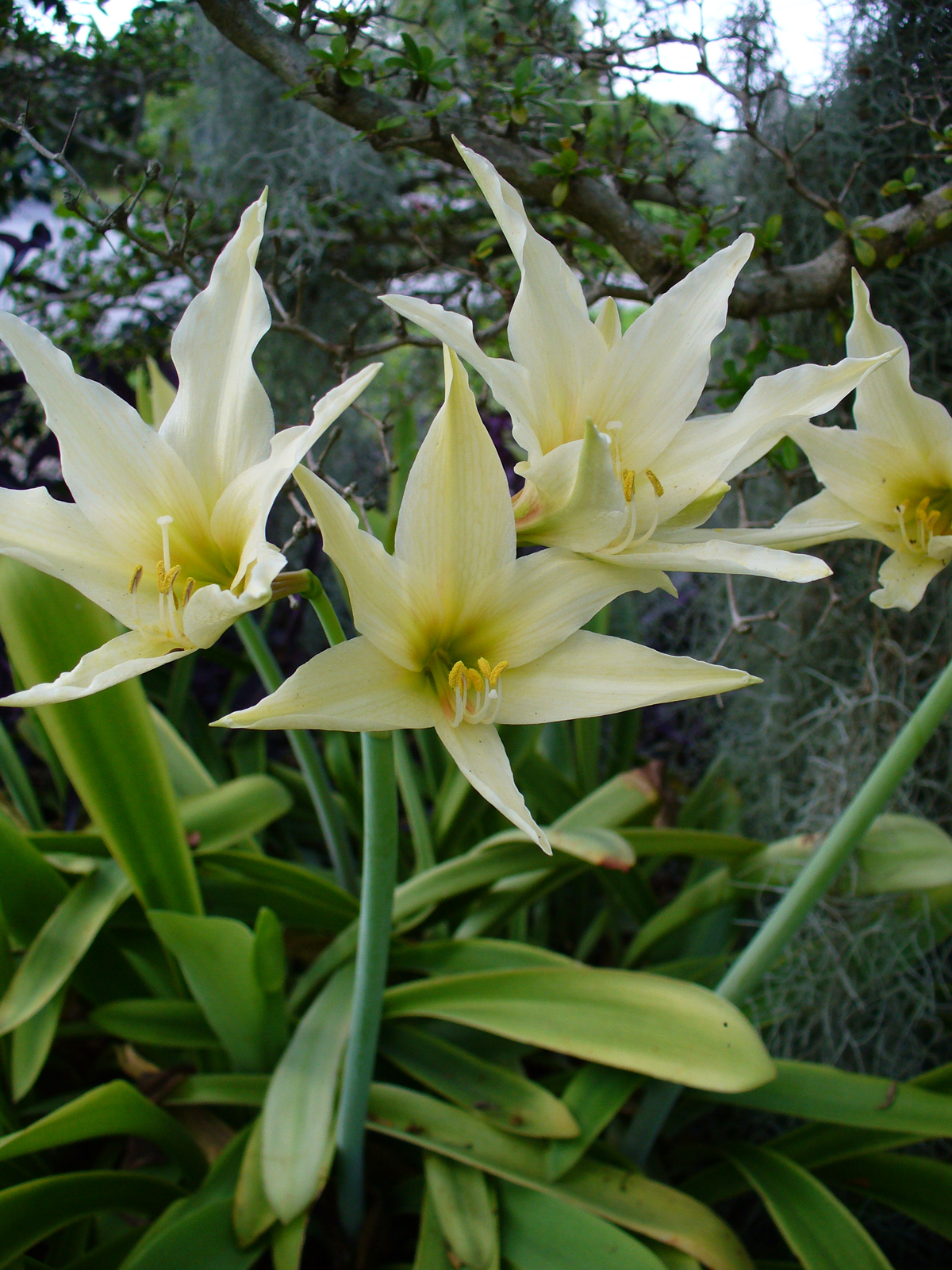
Hippeastrum evansiae
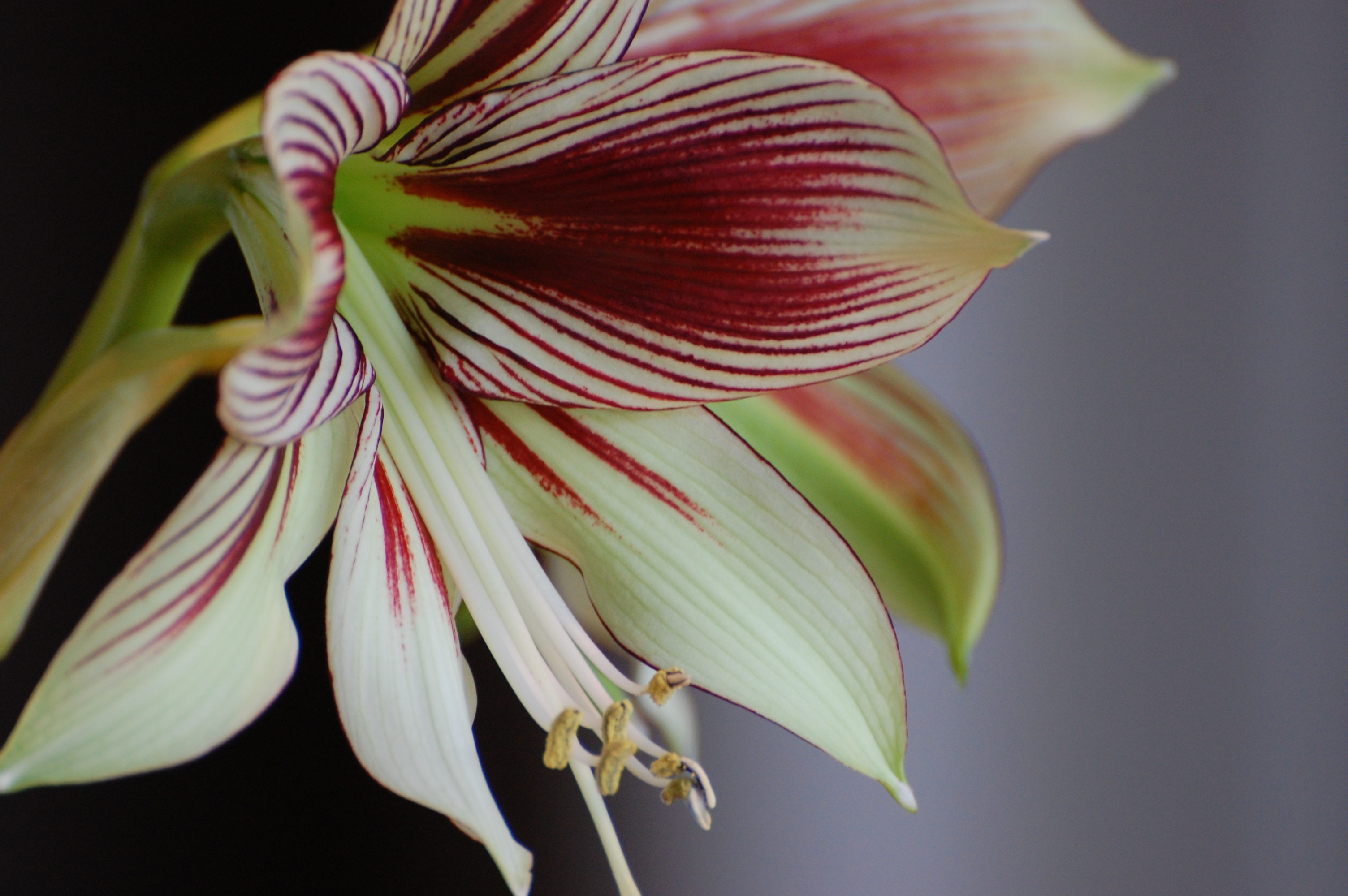
Hippeastrum papilio